# Водоросли
Во́доросли (лат. Algae) — гетерогенная экологическая группа преимущественно фотоавтотрофных одноклеточных, колониальных или многоклеточных организмов, обитающих, как правило, в водной среде, в систематическом отношении представляющая собой совокупность многих отделов. Вступая в симбиоз с грибами, водоросли в ходе эволюции образовали совершенно новые организмы — лишайники. Наука о водорослях называется альгологией, её изучение является одним из самых важных этапов при подготовке специалистов в области марикультуры, рыбоводства и морской экологии.

## Общие сведения
Водоросли — группа организмов различного происхождения, объединённых следующими признаками: фотоавтотрофное питание, отсутствие настоящих тканей (за исключением высокоорганизованных бурых водорослей, но и у них ткани малочисленны и слабо дифференцированы) и вегетативных органов, органы полового (гаметангии) и бесполого (спорангии) размножения, одноклеточные, обитание в водной среде или во влажных условиях (в почве, сырых местах и т. п.). Тело водорослей называется таллом, или слоевище.
Причина, по которой водоросли не имеют выраженных тканей, связана с особенностями водной среды обитания — жизнь в воде предполагает сравнительно стабильные условия для большинства клеток, образующих тело организма. Все они почти одинаково освещены; вода, окружающая растение, предоставляет всем его частям одинаковый набор растворённых в ней веществ. Кроме того, вода обеспечивает температурный режим, сходный для всех клеток. В результате клетки водорослей не имеют между собой особых различий, а равные для всех условия отнюдь не стимулируют дифференцировку клеток в специализированные.
Некоторые водоросли способны к гетеротрофии, как осмотрофной (поверхностью клетки), например жгутиконосцы, так и голозойной — путём заглатывания пищевых частиц через клеточный рот (эвгленовые, динофитовые). Размеры водорослей колеблются от долей микрометра (кокколитофориды и некоторые диатомеи) до 30-50 м (бурые водоросли — ламинария, макроцистис, саргассум). Таллом бывает как одноклеточным, так и многоклеточным, характеризуется огромным морфологическим разнообразием. Среди многоклеточных водорослей наряду с крупными, сложнорасчленёнными представителями, нередко визуально очень похожими на высшие растения со структурами, внешне напоминающими стебли, листья и даже плоды, есть микроскопические формы (например, спорофит ламинариевых). Среди одноклеточных есть колониальные формы, когда отдельные клетки тесно связаны между собой (соединены через плазмодесмы или погружены в общую слизь).
К водорослям относят различное число (в зависимости от классификации) отделов эукариот, многие из которых не связаны общим происхождением. Также к водорослям часто относят синезелёные водоросли, являющиеся прокариотами. Традиционно водоросли причисляются к растениям.

## Цитология

### Клеточные покровы
Наружные покровы клеток водорослей характеризуются значительным разнообразием. В основе поверхностных структур лежит плазмалемма. У многих жгутиковых и амёбоидных представителей клетки снаружи покрыты лишь плазмалеммой, которая не способна обеспечить постоянную форму тела. Такие клетки могут образовывать псевдоподии. У большинства водорослей клетки покрыты клеточной оболочкой (стенкой). Стенка находится снаружи мембраны клетки, проницаема для воды и растворённых в ней низкомолекулярных веществ, легко пропускает солнечный свет, содержит каркасный компонент, основной структурной единицей которого является целлюлоза, и аморфный матрикс, включающий, например, пектиновые или агаровые вещества; также в ней могут быть дополнительные слои (например, спорополлениновый слой у хлореллы). Кроме полисахаридов, в состав клеточной стенки входят белки, гликопротеиды, минеральные соли, пигменты, липиды, вода. Повышение содержания воды в клеточной оболочке увеличивает её проницаемость. В отличие от высших растений, клеточные оболочки водорослей не содержат лигнина. Клетка водорослей может быть покрыта органическими или неорганическими чешуйками (например, у многих флагеллат). Нередко клетки жгутиковых и амёбоидных водорослей располагаются в домиках, которые имеют в основном органическое происхождение. Клеточный покров эвгленовых водорослей — пелликула (по терминологии зоологов — кутикула), представляющая собой совокупность цитоплазматической мембраны и расположенных под ней белковых полос, микротрубочек и трубчатых цистерн эндоплазматической сети. У динофитовых клеточные покровы представлены амфиесмой (по классификации зоологов — пелликула), которая состоит из плазмалеммы и расположенной под ней совокупности уплощённых везикул — альвеол. Под везикулами лежит слой микротрубочек. Особый тип клеточного покрова — перипласт — характерен для криптофитовых. Он представляет собой совокупность плазмалеммы и расположенного над и под ней белкового компонента. Эти слои часто состоят из белковых шестиугольных пластинок. Клетки синезелёных водорослей обычно окружены слизистыми обвёртками. В одних случаях слизь образуется в небольшом количестве, в других вокруг клетки возникают более или менее стойкие и чёткие слизистые обвёртки. Если клеточная оболочка пластичная, клетка может быть способна к так называемому метаболическому движению — скольжению за счёт небольшого изменения формы тела.

### Ядро и митоз
У прокариотических клеток отсутствуют ограниченные мембраной органеллы (ядро, пластиды, митохондрии, диктиосомы, тельца Гольджи, жгутики), что характерно для цианобактерий. Мезокариотическая клетка (панцирные жгутиконосцы из группы динофлагеллят) несёт чётко ограниченное ядро, но в его строении сохраняются примитивные черты. Эукариотические водоросли обычно содержат одно чётко дифференцированное ядро, хотя существуют виды, у которых количество ядер увеличивается. Так, для кладофоры характерны клетки с несколькими десятками ядер, ещё больше ядер у водяной сеточки (сотни ядер). У большинства водорослей ядра очень мелкие, около 1 мкм в диаметре; у ряда видов они значительно крупнее — в среднем до 4 мкм, а у отдельных видов могут достигать 45 мкм (Bryopsis из Siphonales). У одноклеточных водорослей ядро располагается ацентричио, у многоклеточных — чаще всего в центре. Ядро содержит генетический материал клетки, ядрышко, кариоплазму и окружено двойной мембраной с порами в ней.
Митоз водорослей может протекать по-разному. В зависимости от поведения ядерной оболочки различают закрытый, полузакрытый и открытый митозы. При закрытом митозе (у харовых, золотистых, примнезиофитовых, криптофитовых) расхождение хромосом происходит без нарушения ядерной оболочки. При полузакрытом митозе (встречается среди зелёных, примнезиофитовых, красных, бурых водорослей и др.) ядерная оболочка сохраняется в течение всего митоза, за исключением полярных зон. При открытом митозе (у эвгленовых) ядерная оболочка исчезает в профазе.

### Пластиды, пигменты, запасные вещества
Фотосинтетические пигменты находятся в особых органеллах — хроматофорах (хроматофорами называют хлоропласты водорослей). Хроматофор имеет две (красные, зелёные, харовые водоросли), три (эвглены, динофлагелляты) или четыре (охрофитовые водоросли) мембраны. Также он имеет собственный сильно редуцированный генетический аппарат, что позволяет предположить его симбиогенез (происхождение от захваченной прокариотной или, у гетероконтных водорослей, эукариотной клетки). Внутренняя мембрана выпячивается внутрь, образуя складки — тилакоиды, собранные в стопки — граны: монотилакоидные у красных и синезелёных, двух- и больше у зелёных и харовых, трёхтилакоидные у остальных. На тилакоидах, собственно, и расположены пигменты. Хроматофоры у водорослей имеют различную форму (мелкие дисковидные, спиралевидные, чашевидные, звёздчатые и т. д.). Эволюция хроматофоров шла в направлении увеличения улавливающей свет поверхности без увеличения их объёма: от пластинчатых через лентовидные к зернистым — наиболее сходным по форме с хлоропластами высших растений. Располагаются хроматофоры обычно вдоль стенок, но также могут заполнять цитоплазму (зелёные, бурые, красные водоросли) или локализоваться в центре клетки (Zygnema, десмидиевые). У некоторых водорослей, помимо хлоропластов, в клетках встречаются лейкопласты и их разновидность — амилопласты.
По особенностям молекулярной структуры фотосинтетические пигменты водорослей подразделяют на три основные группы: хлорофиллы, каротиноиды, билины. Хлорофиллы выполняют наиболее важную роль среди фотосинтетических пигментов. Пластиды водорослей из разных отделов отличаются по составу хлорофиллов. Так, глаукоцистофитовые, красные и эвстигматофициевые водоросли содержат только хлорофилл а, зелёные, эвгленовые и хлорарахниофитовые содержат хлорофиллы а и b. Только у празинофициевых могут присутствовать три формы хлорофилла: а, b и с. Остальные отделы эукариотических водорослей содержат хлорофиллы а и с. У всех фотосинтезирующих прокариотических водорослей присутствует хлорофилл а, хлорофиллы b и с встречаются у прохлорофитов, хлорофилл d обнаружен только у Acaryochloris marina. Каротиноиды выполняют роль светособирающих пигментов, фотозащитную функцию, стабилизируют липидную фракцию мембран. Различают две основные группы каротиноидов — каротины и ксантофиллы. У водорослей встречаются α- и β-каротины. Наряду с универсальным ксантофиллом зеаксантином существуют ксантофиллы, характерные для отдельных групп водорослей. Так, большинство охрофитовых содержат фукоксантин, динофитовые — перидинин, цианобактерии — эхиненон и миксоксантофилл. Фикобилипротеины являются компонентами светособирающих антенн у синезелёных, глаукоцистофитовых, красных и криптофитовых водорослей. Они представляют собой белки, ковалентно соединённые с одной или несколькими фикобилиновыми группами. К фикобилипротеинам относятся фикоэритрины, фикоэритроцианин, фикоцианины и аллофикоцианины. У глаукоцистофитовых, красных и синезелёных водорослей фикобилиновые пигменты собраны в фикобилисомах, которые расположены на тилакоидных мембранах. Фикобилисомы имеют полудисковидную или полусферическую форму. Ближе всего к мембране тилакоида расположены аллофикоцианины, затем фикоцианины и по периферии — фикоэритрины и фикоцианоэритрин.
У многих в хроматофоре имеются плотные образования — пиреноиды. Это тельца, содержащие большое количество рубискокарбоксилазы (рубиско), ответственные за концентрацию углерода, вокруг которых откладывается крахмал. Рубиско у водорослей известна в двух формах — I и II. Форма I присутствует у некоторых бактерий, цианобактерий, всех водорослей, исключая динофитовых, и высших растений. Она состоит из восьми больших и восьми малых субъединиц. Форма II встречается у некоторых эубактерий и большинства динофитовых и состоит из двух больших субъединиц. Синтезированный крахмал может откладываться вокруг пиреноидов в виде глобул. Полагают, что возникновение пиреноидов у водорослей привело к возникновению специализированных пластид (хлоро-, хромо- и лейкопластов) у высших растений.
Продукты фотосинтеза, в данный момент излишние, сохраняются в форме различных запасных веществ. Набор запасных веществ специфичен для каждого отдела. У зелёных водорослей это крахмал, у красных — багрянковый крахмал, у диатомовых — масло, у бурых — ламинарин, спирт маннитол, реже масло.

### Митохондрии
Митохондрии встречаются в клетках эукариотических водорослей, причём их число на клетку варьирует. Так, в клетках синуровых водорослей их несколько, а у эвгленовых может быть единственная митохондрия в виде сети. Митохондрии могут по-разному располагаться в клетке — в центре, по её периферии, у монадных представителей они расположены у основания жгутиков. Митохондрии в клетках водорослей значительно более разнообразны по форме и строению в сравнении с митохондриями высших растений. Они могут быть округлыми, нитевидными, удлинёнными, в виде сети или неправильных очертаний. Их форма может варьировать в одной и той же клетке на разных стадиях жизненного цикла. Размеры митохондрий также значительно варьируют у разных видов водорослей. Мелкие митохондрии округлой или овальной формы имеют размеры 0,3-1 мкм. Нитевидные митохондрии могут достигать в длину 2 мкм и более при ширине 0,4 мкм. Длина гигантских митохондрий в гаметах Bryopsis в 2 раза превышает длину клетки. Как и у других эукариот, митохондрии покрыты оболочкой, состоящей из двух мембран. Внутренняя мембрана образует складки — кристы. Кристы различаются по форме: дисковидные (имеют вид теннисных ракеток — уплощённые, округлые с суженным основанием) у эвгленовых, трубчатые у страменопил, примнезиофитовых, динофитовых, хлорарахниофитовых, пластинчатые у зелёных, красных, криптомонад и глаукоцистофитовых водорослей. Самыми примитивными считаются дисковидные кристы.

### Вакуоли
Вакуолярная система водорослей может быть представлена вакуолями различных размеров, причём у ряда видов одноклеточных водорослей крупная вакуоль обычно занимает определённое место в клетке. У многоклеточных, особенно у водорослей с паренхиматозным типом структуры, в процессе дифференцировки клеток меристемальных зон в различные в функциональном отношении клетки — покровные и проводящие (однако это всё ещё не настоящие ткани) — увеличивается объём и количество вакуолей. Дифференцированные клетки содержат крупную центральную вакуоль. Степень развития вакуолярной системы варьирует в клетках водорослей с гетеротрихальной структурой слоевища (например, клетки горизонтальной части слоевища Fritschiella tuberosa значительно более вакуолизированы по сравнению с клетками вертикальной части; ризоиды также сильно вакуолизированы).

### Жгутиковый аппарат
Жгутики водорослей имеют единый план строения. Снаружи они покрыты жгутиковой мембраной, внутри находится пучок белковых микротрубочек (аксонема) в виде кольца (9 пар), в центре которого расположены две одинарные микротрубочки. В основании жгутика находится короткоцилиндрическое базальное тело, погружённое в поверхностные слои цитоплазмы. Число жгутиков варьирует у разных представителей, может быть представлено 1, 2 или многими жгутиками. Место прикрепления терминальное (к концу клетки) или латеральное (сбоку клетки). Жгутики могут быть гладкими или нести на своей поверхности латеральные выросты — мастигонемы (о таких жгутиках говорят, что они «перистые»), длиной 2-3 мкм, имеющие вид тонких волосков, диаметр которых варьирует у разных видов водорослей от 5 до 17-19 и даже до 25 нм (некоторые жёлто-зелёные водоросли). Если клетка несёт жгутики, одинаковые по морфологии, то они называются изоморфные, если жгутики имеют разное строение, то они называются гетероморфные. Клетки, несущие равные по длине жгутики, называются изоконтные, разные — гетероконтные. С помощью жгутика клетка передвигается в среде. У охрофитовых один жгутик простой, второй — с мастигонемаи (перистый). У красных водорослей жгутики отсутствуют.

### Центр организации микротрубочек
Главным центром организации микротрубочек (ЦОМТ) служит клеточный центр (центросома). У некоторых водорослей, как и животных, центросома содержит пару центриолей. Однако у многих водорослей центриолей нет, а в качестве ЦОМТ выступают другие структуры.

### Цитокинез
Цитокинез может происходить по-разному у разных групп водорослей. У большинства деление клетки осуществляется бороздой, при этом борозда деления растёт от периферии клетки к центру за счёт впячивания мембраны. У некоторых водорослей цитокинез может происходить с образованием клеточной пластинки, растущей от центра к периферии клетки и образованной везикулами аппарата Гольджи и/или эндоплазматической сети.

## Морфологическая организация таллома
Огромное разнообразие водорослей можно свести к нескольким типам строения таллома, которые соответствуют основным ступеням морфологической дифференциации тела водорослей в процессе их эволюции. Эволюция структур талломов шла от монадных форм через коккоидные к нитчатым.

### Монадный (жгутиковый) таллом

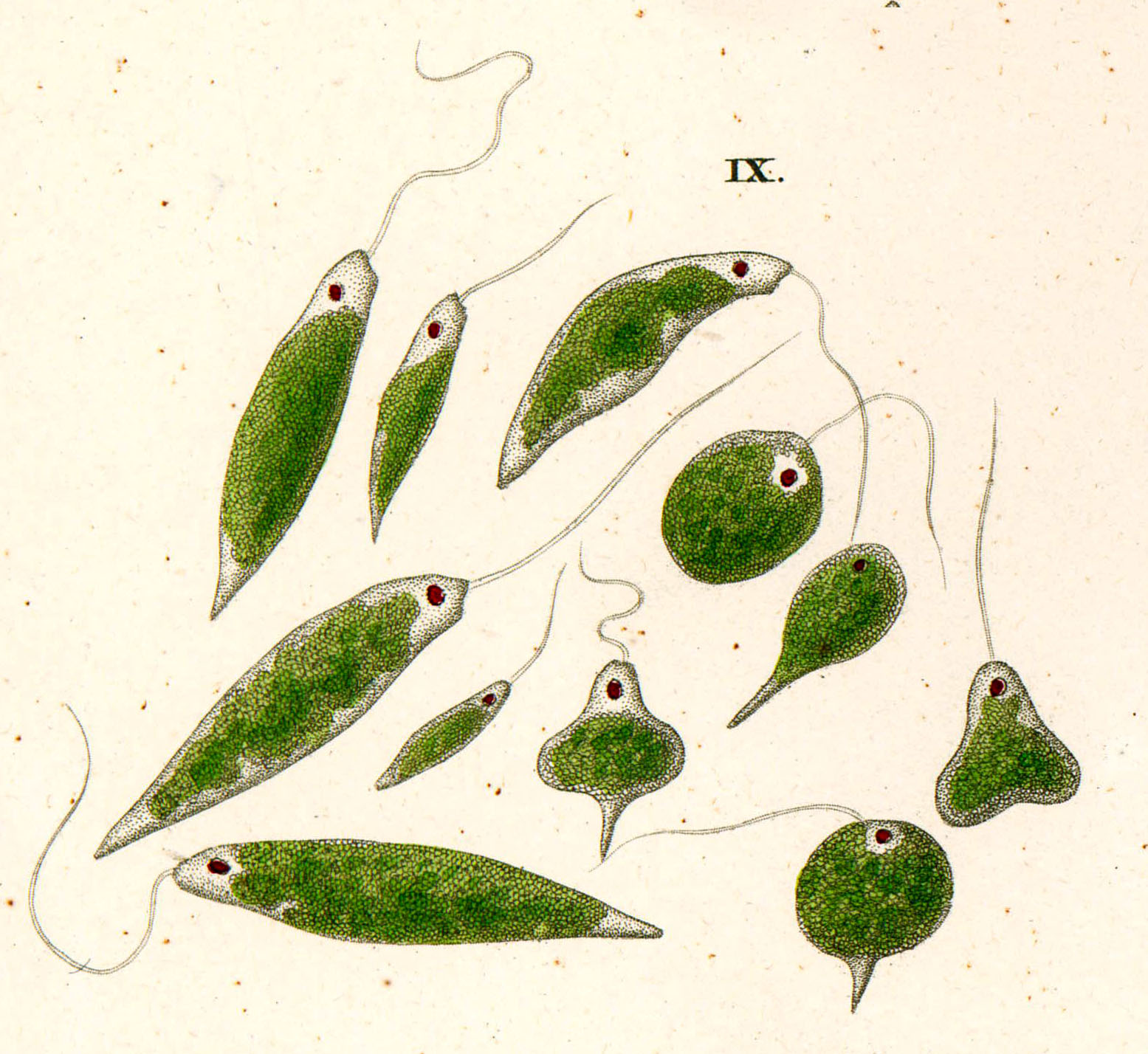
Эвглена

Одноклеточные водоросли, имеющие постоянную форму тела, жгутик(и), часто стигму, а пресноводные — сократительную вакуоль. Клетки в вегетативном состоянии активно двигаются с помощью жгутиков. Скорость их движения на 1-3 порядка превышает таковую подвижных микроорганизмов, не обладающих жгутиковым аппаратом. Часто встречается объединение нескольких монадных клеток в колонию, окружённую общей слизью, в некоторых случаях они даже соединяются между собой посредством плазмодесм. У высокоорганизованных форм с многоклеточным талломом часто имеются расселительные стадии — зооспоры и гаметы, имеющие монадную структуру. Подвижность монадных водорослей обусловливает полярность строения их клеток и колоний. Обычно на переднем полюсе клетки или вблизи от него прикрепляются жгутики. Основная форма клетки — каплевидная, радиально- или билатерально-симметричная, с более или менее суженным передним жгутиковым полюсом. Однако нередко монадные организмы отклоняются от этой основной формы и могут быть асимметричными, спиралевидными, иметь суженный задний конец и т. д. Полярность монадных организмов проявляется и в расположении внутриклеточных структур. На переднем конце клетки нередко расположена разнообразно устроенная глотка, обычно выполняющая экскреторную функцию. Лишь у немногих бесцветных фаготрофных жгутиковых глотка функционирует как клеточный рот (цитостом) и служит для приёма твёрдой пищи. Монадный таллом имеют очень многие представители зелёных, жёлто-зелёных, золотистых, эвгленовых водорослей, а также динофлагеллят и криптомонад.
Монадный тип структуры оказался эволюционно перспективным. На его основе развились другие, более сложные структуры, связанные с утратой подвижности в вегетативном состоянии.

### Амёбоидный (ризоподиальный) таллом

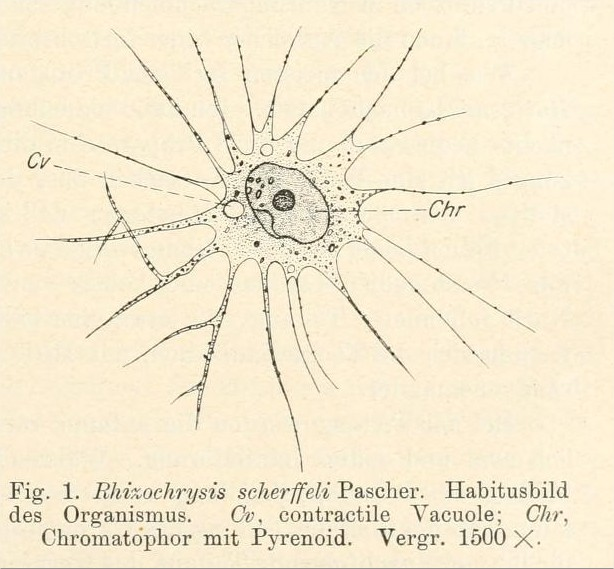
Золотистая водоросль Rhizochrysis scherffeli с амёбоидным талломом

Одноклеточные водоросли, лишённые твёрдой клеточной оболочки, и вследствие этого неспособные сохранять постоянную форму тела. Благодаря отсутствию клеточной стенки и наличию особых внутриклеточных структур клетка способна к ползающему движению посредством псевдоподий (чаще всего у водорослей встречаются ризоподии — нитевидные длинные, тонкие, разветвлённые, иногда анастомозирующие псевдоподии). Для некоторых видов характерно образование синцития путём слияния нескольких амёбоидных клеток. Амёбоидное строение могут вторично приобретать некоторые монадные формы путём отбрасывания или втягивания жгутиков. Амёбоидный тип строения таллома встречается только у хлорарахниофитов, динофитовых и охрофитовых.
Многие амёбоидные организмы сохраняют признаки более высокоорганизованных предковых форм (полярность в строении клетки, наличие базальных тел, способность временно образовывать жгутики, выделять прочные клеточные покровы или формировать репродуктивные клетки монадной структуры). Таким образом, амёбоидный тип структуры у водорослей является, по мнению многих учёных, выражением крайней специализации, эволюционным тупиком, возникшим в результате приспособления монадных форм к особым условиям существования в биотопах, богатых органикой.

### Пальмеллоидный (капсальный, гемимонадный) таллом
Постоянное, достаточно крупное, как правило, прикреплённое к субстрату, образование из нескольких неподвижных клеток, имеющих органеллы, свойственные монадным формам (сократительные вакуоли, стигма, жгутики или их производные). Клетки часто погружены в общую слизистую массу, непосредственно между собой не объединяются — отсутствуют плазмодесмы. Клетки могут иметь жгутики, с помощью которых они ограниченно передвигаются в пределах колониальной слизи (Gloeococcus), либо жгутики сохраняются в неподвижных клетках в сильно редуцированном состоянии (Asterococcus, Chlorangiella). Виды родов Apiocystis, Tetraspora, Paulschulzia, Schizochlamys и др. имеют неподвижные жгутиковидные выросты, тонкое строение которых напоминает жгутики, но без центральной пары микротрубочек — так называемые псевдоцилии. Нередко псевдоцилии достигают значительной длины и могут обильно ветвиться.
Возникновение гемимонадного типа таллома было важным этапом на пути морфологической эволюции водорослей в направлении от подвижных монадных к типично растительным неподвижным формам, крупным арогенезом, определившим дальнейший путь развития всего растительного мира.

### Коккоидный таллом

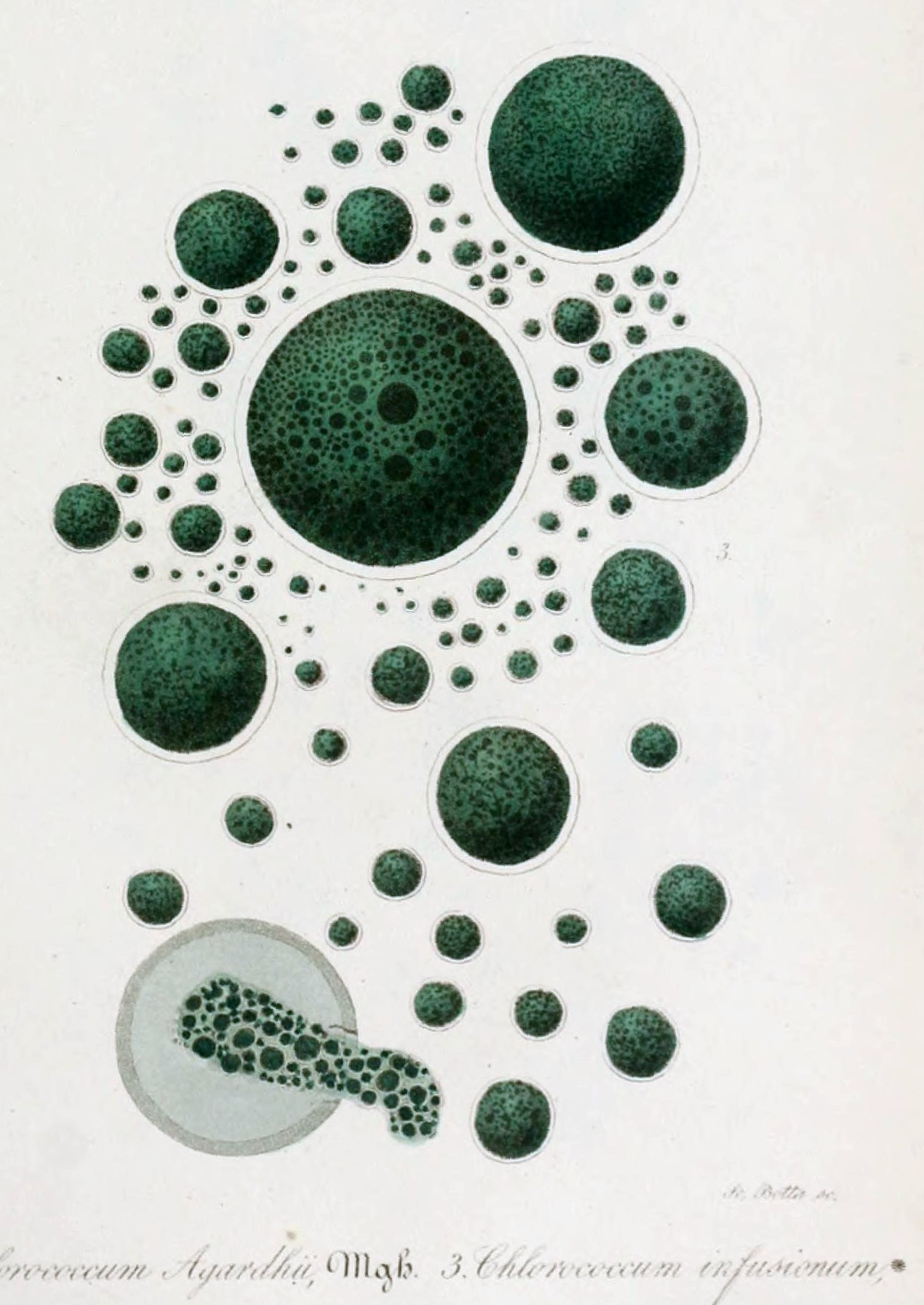
Зелёная водоросль хлорококк имеет коккоидную структуру

Одноклеточные, лишённые каких-либо органоидов передвижения и сохраняющие постоянную форму тела в вегетативном состоянии клетки. Чаще всего имеется утолщённая клеточная стенка или панцирь, могут быть различные выросты, поры и прочее для облегчения парения в толще воды. Многим водорослям с данной структурой свойственно образование колоний. Некоторые диатомеи и десмидиевые способны к активному передвижению путём выделения слизи. Клетки с коккоидной структурой имеют протопласт растительного типа (с тонопластом, без сократительных вакуолей, стигм, жгутиков или псевдоцилий). Утрата признаков монадной структуры в строении клетки у организмов, ведущих растительный неподвижный образ жизни, приобретение новых структур, свойственных растительным клеткам,— следующий крупный шаг арогенного характера в эволюции водорослей по растительному пути. Однако покрытые клеточной оболочкой клетки коккоидных водорослей ещё не приобрели способности к вегетативному делению клеток и поэтому неспособны к образованию крупных многоклеточных слоевищ. Коккоидный тип дифференциации таллома широко распространён у водорослей. Он отсутствует у эвгленовых, примнезиофитовых, криптофитовых.
В эволюционном плане коккоидную структуру рассматривают как исходную для возникновения многоклеточных слоевищ, а также сифонального и сифонокладального типов структуры.

### Сарциноидный таллом
Колонии, представляющие собой группы (пачки или нитеобразные образования), которые возникают в результате деления одной исходной клетки и заключены в растягивающуюся оболочку этой клетки. Сарциноидный тип дифференциации таллома встречается только у зелёных водорослей.

### Нитчатый (трихальный) таллом

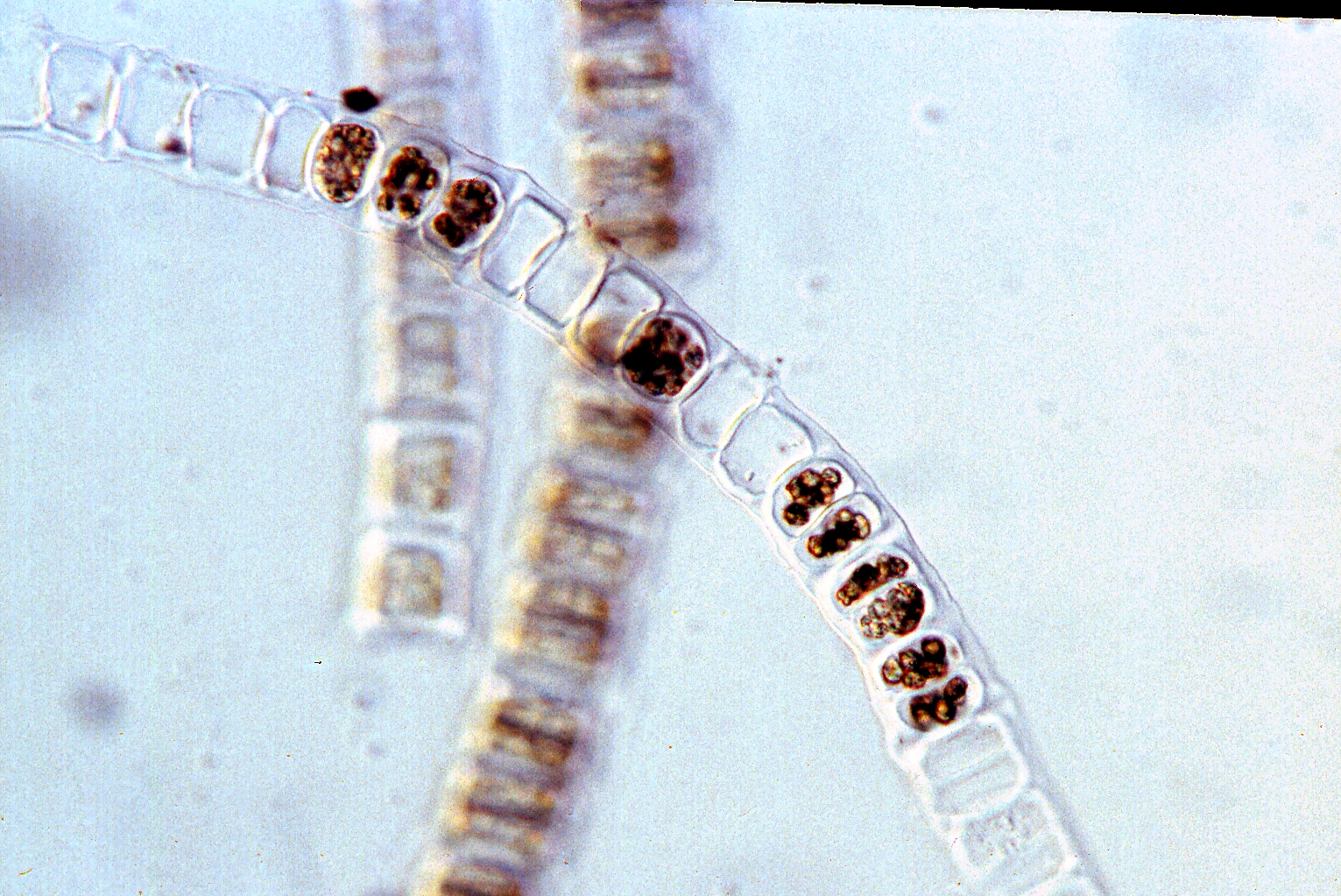
Нитчатая зелёная водоросль улотрикс

Клетки соединены в нить, простую или разветвлённую. Нити могут свободно плавать в толще воды, прикрепляться к субстрату, либо объединяться в колонию. В простейших случаях слоевища нитчатой структуры слагаются из клеток, морфологически подобных друг другу. Вместе с тем у многих водорослей на участках нитей, утончающихся или расширяющихся к концам, клетки отличаются по форме от остальных. Морфологические отличия часто имеют также конечные клетки. Различия в строении концов нити наиболее отчётливы при прикреплённом образе жизни. При этом нередко нижняя клетка превращается в бесцветный ризоид или стопу, лишённые хлоропластов. Вегетативное размножение нитчатых водорослей осуществляется обычно распадом нити на отдельные фрагменты. Рост нитей может идти четырьмя путями: диффузным — делятся все клетки нити, интеркалярным — зона роста расположена в середине нити, апикальным — делением конечных клеток, и базальным — делением клеток у основания таллома. Клетки в нити не имеют жгутиков и могут быть связаны между собой плазмодесмами. Нитчатый тип дифференциации таллома широко представлен у охрофитовых, зелёных, красных и синезелёных водорослей.
Возникновение нитчатого слоевища было качественно новым этапом в развитии растительного мира, на котором сформировался ряд важных свойств многоклеточных растений. Он послужил отправным пунктом для развития других, более сложных типов структуры.

### Разнонитчатый (гетеротрихальный) таллом
Разнонитчатый тип структуры возник на базе нитчатого вследствие морфологической дифференциации различных многоклеточных его участков в связи с приспособлением их к выполнению разных функций. У водорослей с данным типом строения таллома есть две системы нитей — стелющиеся по субстрату горизонтальные и отходящие от них вертикальные. Горизонтальные нити тесно смыкаются, либо могут сливаться в псевдопаренхиматозную пластинку и выполняют, в основном, опорную функцию и функцию вегетативного размножения, вертикальные нити — преимущественно ассимиляторную функцию. Последние обычно несут на себе органы размножения. Иногда может наблюдаться редукция, либо чрезмерное развитие тех или иных нитей, приводящее к вторичной утрате или нарушению характерных черт гетеротрихального строения (при редукции вертикальных нитей, например, таллом может представлять собой простую однослойную пластинку, полностью прикреплённую к субстрату, — виды рода Coleochaete). Гетеротрихальный тип дифференциации таллома встречается у охрофитовых, зелёных и красных водорослей.
Возникновение и развитие функционально-морфологической дифференциации нитчатого слоевища было важным событием арогенного характера в морфологической эволюции водорослей, обусловившим появление новых крупных таксонов, завоевание новых экологических ниш, послужившим отправным пунктом для развития паренхиматозного и псевдопаренхиматозного типов структуры.

### Псевдопаренхиматозный (ложнотканевый) таллом

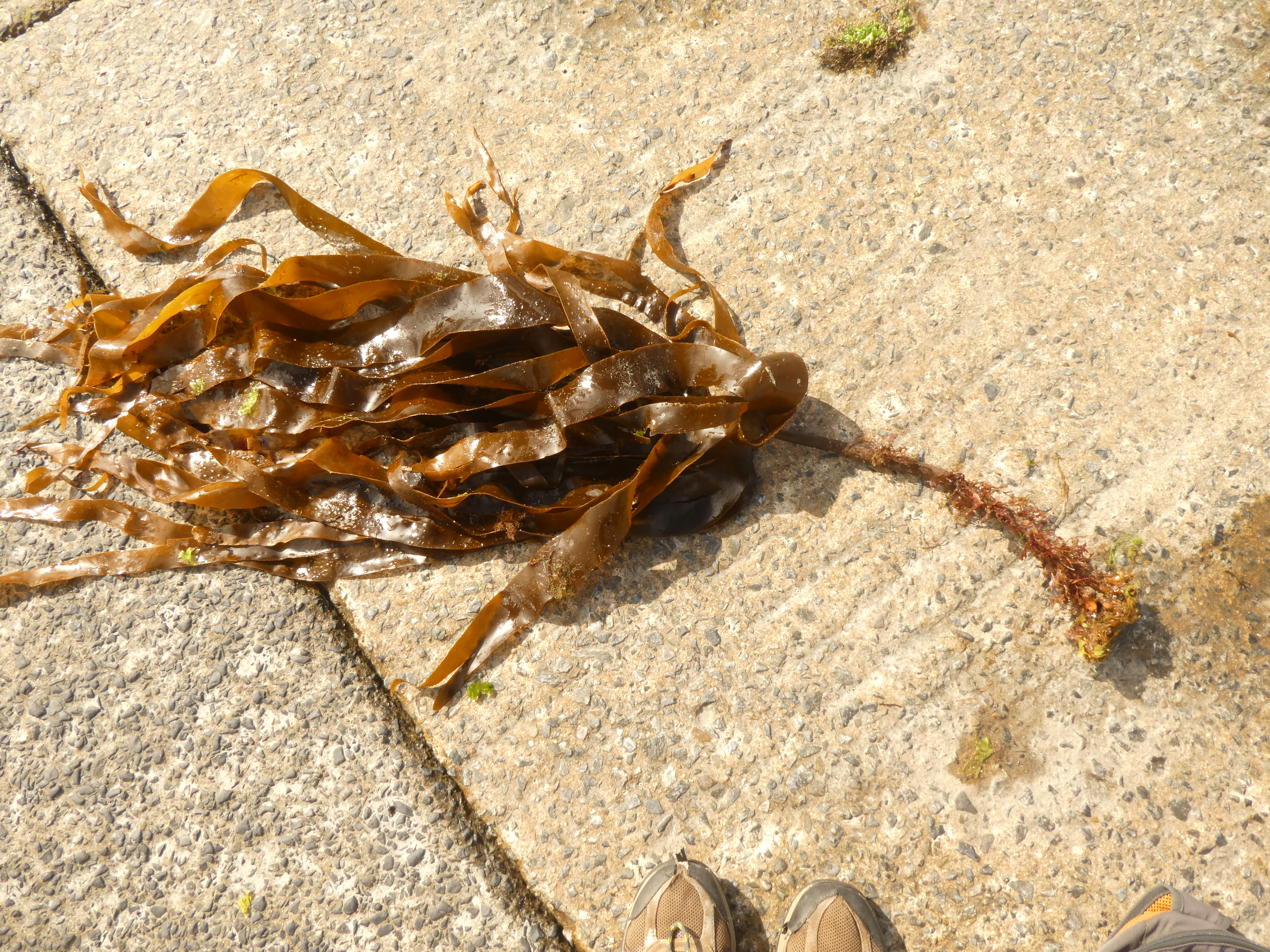
Бурая водоросль Laminaria hyperborea, имеющая псевдопаренхиматозный таллом

Представлен слоевищами, которые образовались в результате срастания разветвлённых нитей, нередко сопровождаемого морфофункциональной дифференциацией получающихся ложных тканей. В пределах этого типа структуры наблюдается постепенное усложнение талломов от наиболее примитивных, с несрастающимися, а лишь переплетающимися, объединёнными плотной слизью нитями (некоторые Nemaliales и Chordariales) до одноосевого слоевища, образующегося в результате срастания участков одной обильно разветвлённой нити (Dumontia incrassata) и до многоосевого слоевища, образующегося вследствие срастания многих ветвящихся нитей (Scinaia furcellata). В многоосевых слоевищах, нередко достигающих крупных (до 1-2 м) размеров обычно наблюдается дифференциация «тканей» на наружный коровый слой, состоящий из мелких тёмноокрашенных клеток, выполняющих ассимиляционную функцию, центральный (осевой) слой, состоящий из крупных, слабоокрашенных или бесцветных клеток, выполняющих опорную и проводящую функцию, а иногда также на промежуточный слой, включающий крупные бесцветные запасающие продукты ассимиляции клеток.
Псевдопаренхиматозный тип структуры — тупиковая ветвь в морфологической эволюции водорослей. Однако возникновение его в прошлом было важным событием арогенного характера. Оно привело к формированию новых крупных таксонов водорослей с макроскопическими, сложно дифференцированными и интегрированными слоевищами, иногда напоминающими по внешнему виду высшие наземные растения, к завоеванию новых экологических ниш.

### Паренхиматозный (тканевый, пластинчатый) таллом

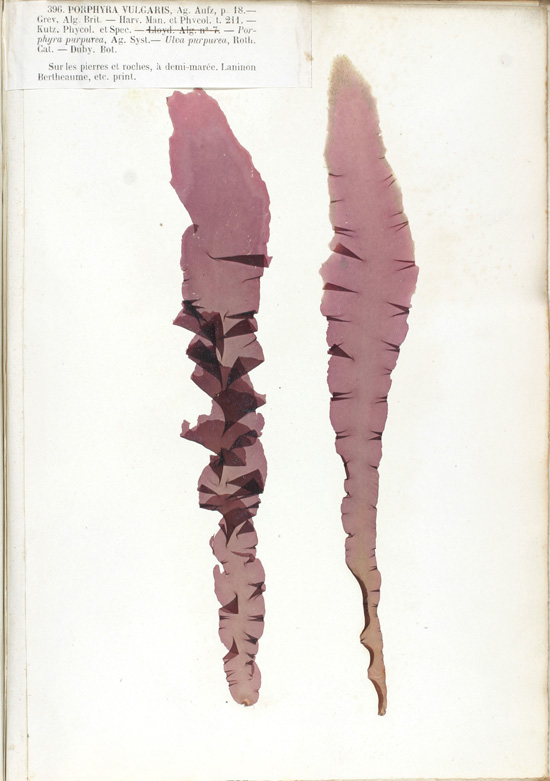
Красная водоросль Porphyra purpurea с паренхиматозным талломом

Многоклеточные талломы в форме пластинок из одного, двух или нескольких слоёв клеток. Возникают при продольном делении клеток, составляющих нить. Число слоёв зависит от характера образования перегородок при делении клеток. Иногда слои могут расходиться, и таллом тогда приобретает трубчатую форму (полый внутри), стенки при этом становятся однослойными. Этот тип наиболее характерен для охрофитов, в частности для бурых водорослей. Он отмечен также у некоторых представителей зелёных и красных водорослей.
Возникновение пластинчатой структуры было крупным эволюционным событием арогенного характера. Оно привело к формированию разнообразных морфологических вариантов на данном уровне организации, к завоеванию новых биотопов, закрепив господство водорослей в растительном мире водной среды, подобно доминированию высших растений на суше. Паренхиматозный тип таллома — наивысшая из всех достигнутых в процессе эволюции ступеней морфологической дифференциации тела водорослей.

### Сифональный (неклеточный, сифоновый) таллом

Зелёная водоросль Caulerpa taxifolia с сифональным талломом

Отсутствуют клеточные перегородки, в результате чего таллом, часто крупный и внешне дифференцированный, формально представляет собой одну клетку с большим количеством ядер. Перегородки в таком слоевище могут появляться лишь случайно, при его повреждении, или при образовании репродуктивных органов. Возникновение сифонального типа слоевища связывают с тенденцией к полимеризации органелл на коккоидном уровне организации. Сифональный тип представлен только у охрофитовых (в частности, у трибофициевых) и зелёных водорослей.
Появление этого типа структуры привело к формированию крупных таксонов, представители которых, особенно в прошедшие геологические эпохи, получили широкое распространение в морях и океанах всего мира. Однако это направление морфологической эволюции водорослей оказалось тупиковым, не выдержавшим конкуренции с магистральным эволюционным путём, возникшим на основе вегетативного деления клеток.

### Сифонокладальный таллом
Представлен многоядерными клетками, соединёнными в нитчатые или иной формы многоклеточные талломы (Siphonocladales). Образуется из первичного неклеточного слоевища в результате сегрегативного деления сложно устроенных слоевищ, состоящих из первично многоядерных сегментов. Характерной особенностью сегрегативного деления, лежащего в основе формирования сифонокладального таллома, является разобщённость процессов митоза и цитокинеза.
Направление морфологической эволюции, возникшее на базе сегрегативного деления, хотя и привело к формированию новых крупных таксонов и завоеванию новых биотопов и экологических ниш, но всё же оказалось тупиковой ветвью.

### Харофитный (членисто-мутовчатый) таллом

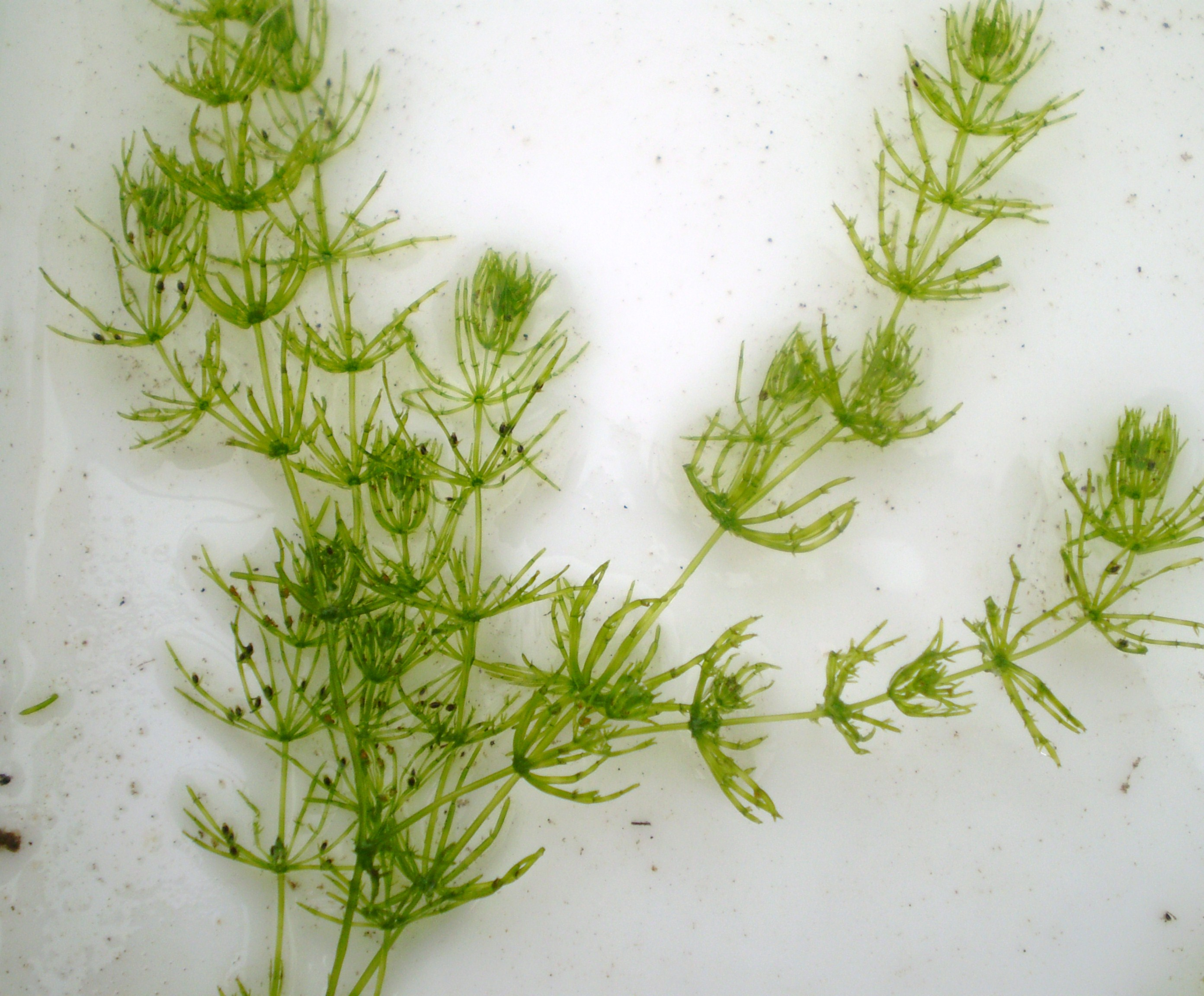
Харовая водоросль Chara braunii

Характерен только для харовых водорослей. Таллом крупный, многоклеточный, состоит из главного побега с ветвями и отходящими от него, иногда ветвящимися, членистыми боковыми побегами. Боковые побеги отходят от главного в области узлов, часть побега между узлами состоит, как правило, из одной крупной клетки и называется междоузлием. От узлов, кроме того, могут отрастать дополнительные нити, образующие коровое покрытие междоузлий.
У части синезелёных, зелёных и красных водорослей в слоевище откладываются соединения кальция, и оно становится твёрдым.
Водоросли лишены корней и поглощают нужные им вещества из воды всей поверхностью. Крупные донные водоросли имеют органы прикрепления — подошву (уплощённое расширение в основании) или ризоиды (разветвлённые выросты).
При соединении одноклеточных водорослей в группы образуются колонии. Колония состоит из нефиксированного числа клеток; растёт колония за счёт деления и роста образующих её клеток. Ценобий (частный случай колонии) — колония, в которой строго фиксировано число клеток; ценобий растёт только за счёт роста слагающих его клеток, а не их деления.
Временную стадию жизненного цикла, при которой неподвижные клетки образуют слизистые скопления, называют пальмеллевидным состоянием. В такое состояние могут переходить многие монадные и коккоидные водоросли при наступлении неблагоприятных условий, образующиеся при этом слизистые тела, как правило, мелкие и не имеют постоянной формы.

## Размножение и циклы развития
У водорослей встречается вегетативное, бесполое и половое размножение.

### Вегетативное размножение
Вегетативное размножение может осуществляться как простым разделением многоклеточного организма (фрагменты нитей спирогиры) или колонии (например, Synura) на несколько частей, так и при помощи специализированных органов (например, бурые водоросли из порядка сфацеляриевых имеют для этой цели специальные выводковые веточки, а водоросли из порядка харовых — клубеньки на ризоидах). У одноклеточных водорослей вегетативное размножение происходит путём деления клетки пополам (например, у эвглены).

### Бесполое (споровое) размножение
Бесполое размножение водорослей осуществляется при помощи подвижных зооспор (самый распространённый способ) или неподвижных апланоспор. При этом протопласт клетки-спорангия делится на части и продукты деления выходят из её оболочки. Спорангии отличаются от обычных вегетативных клеток размерами и формой, а также происхождением. Они возникают как выросты обычных клеток и выполняют только функцию образования спор. Но иногда споры образуются и в клетках, не отличающихся формой и размерами от обычных вегетативных клеток. Споры также отличаются от обычных клеток формой и более мелкими размерами. Они бывают шаровидными, эллипсоидными или яйцевидными, тетраэдрическими, покрытыми оболочкой или без неё. Количество спор, образующихся в спорангии, колеблется от одной (Эдогониум, Вошерия) до нескольких сотен (Кладофора). Споры представляют собой в основном расселительную стадию в жизненном цикле водорослей. Особь, на которой формируются спорангии, называют спорофитом. Часто подвижные или неподвижные споры имеют специальные названия. Например, апланоспоры, приобретающие все отличительные черты материнской клетки (характерные очертания, особенности оболочки), находясь внутри неё, называются автоспорами, а если апланоспора одевается толстой оболочкой и впадает в состояние покоя, то это гипноспора; зооспоры, утратившие жгутики, но сохранившие сократительные вакуоли и глазок, будут называться гемизооспорами.

### Половое размножение
При половом размножении происходит попарное слияние гаплоидных клеток (половой процесс) с образованием диплоидной зиготы. У водорослей есть несколько вариантов полового процесса: изогамия — слияние двух одинаковых по форме и размеру подвижных гамет; гетерогамия — слияние двух подвижных гамет, одинаковых по форме, но разных по размеру; оогамия — слияние крупной неподвижной яйцеклетки с мелким подвижным сперматозоидом. У примитивных водорослей гаметы формируются в вегетативных клетках. У более высокоорганизованных они часто находятся в особых клетках — гаметангиях. Гаметангии бывают двух типов: образующие многочисленные сперматозоиды антеридии и образующие одну или несколько яйцеклеток оогонии. Также половое размножение в некоторых группах водорослей может осуществляться и без образования гамет: хологамия, когда сливаются две подвижные одноклеточные водоросли, и конъюгация — слияние протопластов двух неподвижных гаплоидных вегетативных клеток с образованием зиготы.

### Жизненный цикл
Жизненный цикл у одних водорослей включает типичный половой процесс, у других водорослей жизненные циклы без полового процесса. Отсутствие типичного полового процесса наблюдается, например, у цианобактерий и глаукоцистофитовых, а также у подавляющего большинства эвгленовых и криптомонад. У одного и того же вида водорослей, имеющих половой процесс, в зависимости от времени года и внешних условий наблюдаются разные формы размножения (бесполое и половое), при этом происходит смена ядерных фаз (гаплоидной и диплоидной).
Органы полового и бесполого размножения могут развиваться на одном и том же растении. Растения, способные производить и споры, и гаметы называют гаметоспорофитами. У многих видов водорослей органы бесполого и полового размножения развиваются на разных особях. Растения, образующие споры, называют спорофитами, а образующие гаметы — гаметофитами.
Развитие органов размножения того или иного типа у гаметоспорофитов определяется температурой. Например, на пластинчатых слоевищах красной водоросли Porphyra tenera при температуре ниже 15-17 °С образуются органы полового размножения, а при более высокой температуре — органы бесполого размножения. В общем, у многих водорослей гаметы развиваются при более низкой температуре, чем споры. Кроме температуры, на развитие тех или иных органов размножения на гаметоспорофитах влияют и другие факторы: интенсивность света, продолжительность дня, химический состав воды, в том числе её солёность. Гаметоспорофиты характерны для многих групп водорослей, в частности для зелёных (Ulvaceae, Cladophoraceae), бурых (Sphacelariales и др.), красных (Bangiophyceae, некоторые Nemaliales).
Гаметофиты, гаметоспорофиты и спорофиты могут внешне не отличаться, но могут иметь хорошо выраженные морфологические отличия. В связи с этим различают изоморфную (сходную) и гетероморфную (разную) смену форм развития, которую отождествляют с чередованием поколений. У большинства гаметоспорофитов чередования поколений в сущности не происходит.
У подавляющего большинства водорослей гаметофиты и спорофиты представляют собой самостоятельные растения. У некоторых красных водорослей спорофиты растут на гаметофитах (Phyllophora brodiaei), a у некоторых бурых гаметофиты развиваются внутри слоевища спорофитов (Cyclosporophyceae).
Жизненные циклы с участием полового процесса сложны и разнообразны, что связано в первую очередь с соотношением диплоидной и гаплоидной стадий онтогенеза. При гаплонтном (гаплофазном) жизненном цикле с зиготической редукцией прорастание зиготы сопровождается редукционным делением и развивающаяся водоросль оказывается гаплоидной. Диплоидная стадия представлена только зиготой. Такой жизненный цикл наблюдается у многих зелёных и золотистых водорослей. Бо́льшая часть диплонтного (диплофазного) цикла проходит в диплоидном состоянии, а гаплоидная стадия представлена лишь гаметами, образованию которых предшествует редукционное деление — гаметическая редукция. Такой жизненный цикл с гаметической редукцией известен у диатомовых, фукусовых, некоторых зелёных водорослей, среди трибофициевых — у вошерии. Если редукционное деление происходит в спорангиях перед образованием спор бесполого размножения (спорическая редукция), то имеет место чередование поколений — диплоидного спорофита и гаплоидного гаметофига. Этот тип жизненного цикла называют гаплодиплонтным (гаплодиплофазным) со спорической редукцией. Он характерен для некоторых зелёных водорослей, многих порядков бурых водорослей и большинства красных (несколько усложнённый). У немногих водорослей мейоз происходит в вегетативных клетках диплоидного таллома (соматическая редукция), из которых затем развиваются гаплоидные талломы. Такой тип жизненного цикла с соматической редукцией известен для батрахоспермовых из красных и празиоловых из зелёных водорослей.

## Экологические группы водорослей

### Водоросли водных местообитаний
Большинство водорослей обитает от поверхности воды до глубины 20-40 м, единичные виды (из красных и бурых) при хорошей прозрачности воды опускаются до 200 м. В 1984 году кораллиновая красная водоросль была найдена у Багамских островов на глубине 268 м, что является рекордом для фотосинтезирующих организмов.
Изменения параметров воды во многом определяют особенности распространения различных видов водорослей. В качестве ключевых факторов выступают: 1) температура воды; 2) содержание солей в воде; 3) содержание биогенных элементов (N и P), то есть степень эвтрофикации водоёма; 4) содержание кислорода в воде; 5) скорость течения воды и др.
В водоёмах с тёплой водой видовое богатство водорослей больше, однако холодостойкие их виды, обитающие в северных морях, отличаются значительно большими размерами и массой талломов. С уменьшением солёности воды число видов водорослей тоже снижается.

#### Фитопланктон

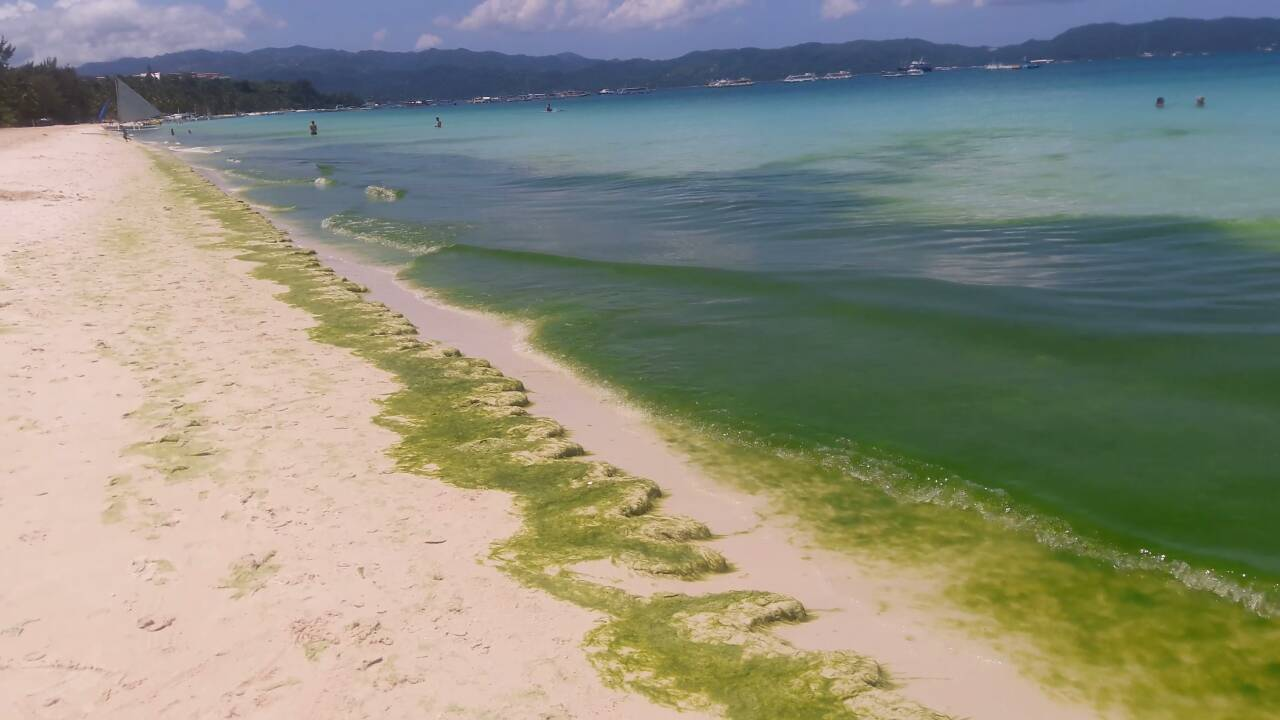
«Цветение» воды

Микроскопические одноклеточные и колониальные водоросли входят в состав планктона. Они занимают наиболее освещённый поверхностный слой воды, где существуют за счёт фотосинтеза. Эти виды не способны к активному перемещению, многие из них вообще не имеют органов движения и перемещаются вместе с движущейся водой. Плотность их клеток выше плотности воды, и для преодоления постепенного опускания водоросли формируют различные приспособления, способствующие их всплыванию. С одной стороны, эти приспособления связаны с морфологией (наличие жгутиков, образование слизистых и плоских колоний, вытянутая форма клеток, мелкие размеры, различные выросты клеток и т. д.). С другой стороны, приспособления могут быть связаны с физиологией, например, клеточными включениями (капли масла и т. п.). Морской фитопланктон в основном представлен диатомовыми, перидиниевыми водорослями и кокколитофоридами, в пресноводном выше доля зелёных и сине-зелёных водорослей, также встречаются диатомовые, динофитовые и эвгленовые водоросли. Развиваясь в больших количествах, планктонные водоросли вызывают «цветение» (окрашивание) воды. Часто при таких «цветениях» вода приобретает неприятный запах. Более того, некоторые водоросли, развиваясь в массе, способны выделять различные токсичные вещества.

#### Фитобентос
Бентос образован всеми водорослями, прикреплёнными и неприкреплёнными, обитающими на дне водоёма и других пригодных поверхностях, а также неприкреплёнными скоплениями у поверхности дна, состоящими из переплетённых талломов водорослей. В зависимости от особенностей субстрата, на котором обитают водоросли, выделяют группы эпилитов (на поверхности камней), эпипелитов (неприкреплённые или стелющиеся по дну), перифитона (на растениях). Бентосные водоросли представлены одно- и многоклеточными организмами. Обычно на дне пресных стоячих водоёмов встречаются представители зелёных, харовых, десмидиевых, диатомовых, сине-зелёных и жёлто-зелёных водорослей, реже встречаются красные водоросли и практически не встречаются бурые водоросли. В проточных водах можно обнаружить пресноводные красные и золотистые водоросли. В морских водах в бентосе преобладают бурые, красные, иногда зелёные прикреплённые макрофиты. Крупные морские водоросли, главным образом бурые, образуют нередко целые подводные леса.

### Водоросли наземных местообитаний
Многие водоросли способны обитать вне водной среды на различных субстратах: камнях, скалах, коре деревьев, почве и т. д. Так как наземная среда менее стабильна, чем водная, то у таких водорослей выработались специальные приспособления к наземному образу жизни. Обычно клетки наземных водорослей покрыты толстыми, слоистыми оболочками, содержат большой запас питательных веществ, липидные капли с растворёнными каротиноидами (последние защищают клетку от солнечной радиации).

#### Аэрофильные водоросли
Основной жизненной средой обитания аэрофильных водорослей является окружающий их воздух. Они поселяются на стволах деревьев и кустарников, мхах, камнях и скалах, на заборах и стенах домов и т. д. Эти водоросли способны переносить длительные периоды недостатка влаги, значительные колебания температуры и яркий свет. К данной группе водорослей относится несколько сотен видов, большинство из них — синезелёные и зелёные водоросли, значительно меньше среди них диатомовых и жёлто-зелёных.

#### Эдафофильные водоросли
Основной жизненной средой для этих водорослей является почва. Их можно встретить в виде плёнок или общего позеленения (наземные водоросли), они населяют и толщу почвы (почвенные водоросли). При этом наземные водоросли и водоросли, развивающиеся в верхних слоях почвы, в основном автотрофные, а те, что обитают в толще почвы (до 2 м и более), — гетеротрофы. Напочвенные водоросли образуют кожистые, войлокообразные плёнки, слизистые слоевища (синезелёные водоросли) или зелёный налёт на поверхности почвы. Нередко можно встретить рассыпанные по поверхности почвы колонии водорослей в виде зелёных слизистых шариков, напоминающих лягушачью икру. Несмотря на достаточно однообразную морфологию, проявляющуюся в формировании «зелёных шаров», было установлено, что разнообразие образующих их видов может быть колоссально. С глубиной количество водорослей закономерно уменьшается. Почвенные водоросли могут влиять на физико-химические свойства почв (меняя pH среды, удерживая минеральные соли, обогащают почву кислородом, улучшая структуру почвы, препятствуя её эрозии), в частности, участвуя в процессе азотфиксации. В почвах обнаружено около 2 тыс. видов, относящихся главным образом к синезелёным, жёлто-зелёным, зелёным и диатомовым.

#### Литофильные водоросли
Среди литофильных водорослей есть так называемые сверлящие водоросли, внедряющиеся в известковый субстрат, и туфообразующие, отлагающие известь вокруг себя. Они встречаются в воде и наземных местообитаниях. К ним относятся синезелёные, зелёные и красные водоросли.
Глубина проникновения сверлящих водорослей в субстрат может быть весьма значительной, до 10 мм и более. В процессе жизнедеятельности сверлящие водоросли выделяют органические кислоты, которые растворяют находящуюся под ними известь. Сначала получается небольшая ямка, которая всё больше и больше углубляется, до тех пор пока водоросль целиком не погружается в субстрат. Однако процесс на этом не останавливается, и водоросль проникает всё дальше в глубь субстрата. В результате некоторый слой известковой породы оказывается пронизанным многочисленными каналами.
Количество выделяемой туфообразующими водорослями извести различно. Некоторые формы выделяют очень небольшое количество углекислого кальция, который в виде мелких кристаллов располагается между особями или образует футляры вокруг клеток и нитей. Другие водоросли выделяют известь настолько обильно, что оказываются совершенно погружёнными, как бы замкнутыми в неё, и тогда они отмирают, сохраняясь живыми только в самых поверхностных слоях тех иногда очень мощных отложений, которые они образуют. Так, например, происходит образование известковых туфов в горячих источниках.

### Водоросли экстремальных условий

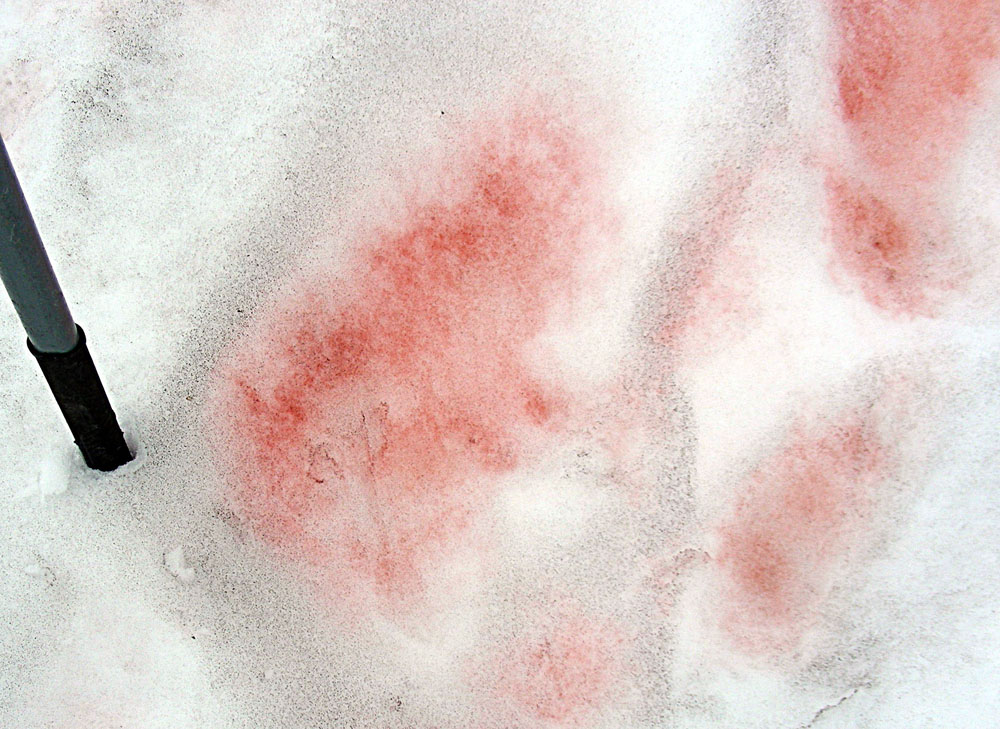
Хламидомонада снежная (Chlamydomonas nivalis), придающая красную окраску снегу

Некоторые водоросли приспособились к обитанию в экстремальных условиях: они способны жить в водоёмах с повышенной солёностью, при высоких или низких температурах и т. д. Приспособления к обитанию в таких условиях связаны, прежде всего, с физиологическими особенностями этих организмов.
Типичными обитателями горячих вод являются синезелёные водоросли, в меньшей степени диатомовые и некоторые зелёные и красные. Такие водоросли, обитающие в горячих источниках, называются термофильными. Они вегетируют при температурах 35-52 °C, а иногда этот предел может подниматься до 84 °C и выше.
К водорослям, развивающимся на поверхности снега и льда (криофильные водоросли), относится более 100 видов, из которых подавляющее большинство — зелёные, встречаются также синезелёные, жёлто-зелёные, диатомовые и др. Водоросли могут вызывать «цветение» снега, окраска которого при этом может быть зелёной, жёлтой, голубой, бурой и даже чёрной, — в зависимости от преобладания в нём тех или иных видов снежных водорослей и других организмов. Главным организмом, вызывающим окраску снега, является хламидомонада снежная. Бо́льшую часть времени эта водоросль находится в состоянии неподвижных шаровидных клеточек, густозаполненных красным пигментом гематохромом, но при оттаивании верхних слоёв снега она начинает очень быстро размножаться, образуя неподвижные мелкие клетки и типичные подвижные хламидомонады.
Обитающие в солёной воде виды, получившие название галобионтов, способны вегетировать при повышенной концентрации солей. Из зелёных водорослей в водоёмах с концентрацией солей до 285 г на литр обитает дуналиелла, при массовом развитии окрашивающая такие водоёмы в красный цвет. В некоторых солёных водоёмах доминируют синезелёные водоросли, сплошь покрывая их дно и участвуя в образовании лечебных грязей. С уменьшением солёности воды видовой состав водорослей увеличивается за счёт добавления некоторых диатомовых, криптомонад и др.

### Ассоциации водорослей с другими организмами
Водоросли, живущие на других организмах, используют их в качестве субстрата, паразитируют на них или вступают с ними в симбиоз.
Симбиоз некоторых водорослей с грибами привёл к образованию новых организмов — лишайников. Симбиотические отношения водорослей с коралловыми полипами обеспечивают благодаря способности водорослей к фотосинтезу существование самоподдерживающейся биологической системы коралловых рифов. Одноклеточные зелёные водоросли поселяются в специальных желобках волос южноамериканского ленивца, придавая его шерсти маскирующую зеленоватую окраску. Некоторые диатомовые водоросли предпочитают жить на брюхе синего кита, окрашивая его в жёлтый цвет (этого кита даже называют желтобрюхим). Водоросли часто образуют ассоциации с растениями, в частности, мхами и папоротниками. Например, в полостях лопастей плавающих листьев папоротника азоллы постоянно живёт цианобактерия из рода анабена (Anabaena azollae). Паразитических водорослей известно сравнительно мало. Встречаются паразиты среди красных водорослей, причём красные водоросли паразитируют только на других видах красных водорослей. Среди зелёных водорослей есть паразиты высших растений, например зелёная водоросль Cephaleuros паразитирует на листьях магнолий, кофе, цитрусовых и т. д.

## Классификация
Водоросли — крайне гетерогенная группа организмов, насчитывающая около 100 тысяч (а по некоторым данным, до 100 тыс. видов только в составе отдела диатомовых) видов. На основании различий в наборе пигментов, структуре хроматофора, особенностей морфологии и биохимии (состав клеточных оболочек, типы запасных питательных веществ) большинством отечественных систематиков выделяется 11 отделов водорослей.
- Домен Бактерии (Bacteria)
  - Отдел Цианобактерии, или сине-зелёные водоросли, или цианеи (Cyanobacteria)
- Домен Эукариоты (Eucaryota)
  - Царство Растения (Plantae)
    - Подцарство Biliphyta
      - Отдел Глаукофитовые водоросли (Glaucophyta)
      - Отдел Красные водоросли (Rhodophyta)

    - Подцарство Зелёные растения (Viridiplantae)
      - Отдел Зелёные водоросли (Chlorophyta)
      - Отдел Харовые водоросли (Charophyta)

  - Царство Хромисты (Chromista)
    - Подцарство Sar или Harosa
      - Надотдел (надтип) Страменопилы (Stramenopiles) или Гетероконты (Heterokonta)
        - Отдел Охрофитовые водоросли (Ochrophyta)
          - Класс Бурые водоросли (Phaeophyceae)
          - Класс Жёлто-зелёные водоросли (Xanthophyceae)
          - Класс Золотистые водоросли (Chrysophyceae)

        - Отдел Диатомовые водоросли (Bacillariophyta)

      - Надтип (надотдел) Альвеоляты (Alveolata)
        - Тип (отдел) Miozoa
          - Надкласс Динофлагелляты (Dinoflagellata)

      - Надтип (надотдел) Ризарии (Rhizaria)
        - Тип (отдел) Церкозои (Cercozoa)
          - Класс Хлорарахниофитовые водоросли (Chlorarachniophyceae) (= Chlorarachnea)

    - Подцарство Hacrobia
      - Отдел Криптофитовые водоросли (Cryptophyta)
      - Отдел Гаптофитовые водоросли (Haptophyta)

  - Царство Экскаваты (Excavata)
    - Подцарство Eozoa
      - Тип Эвгленозои (Euglenozoa)
        - Класс Эвгленовые (Euglenophyceae) (= Euglenoidea)

## Происхождение, родственные связи и эволюция
С учётом того, что водоросли — искусственная группа, включающая самые разные по систематическому положению организмы (при этом стоит заметить, что одна из основных задач современной систематики — формирование систематических групп на основании филогенетического родства, то есть именно по происхождению), говорить о происхождении и эволюции водорослей в целом смысла нет, ведь одни из них — прокариоты, а другие, относящиеся к эукариотам, также имеют самое разное происхождение. Например, зелёные и харовые водоросли образуют общую родственную группу с настоящими, наземными растениями (Viridiplantae), к которым также близки красные водоросли и глаукофиты, все вместе они составляют отдельную ветвь Archaeplastidae филогенетического («эволюционного») дерева эукариот. C другой стороны, динофитовые, диатомовые, бурые и золотистые водоросли находятся на другой ветви эволюции эукариот (Chromalvelolata), общей с фораминиферами, радиоляриями, инфузориями, кокцидиями и др. Наконец, отдельная ветвь (Excavata) включает эвгленовые водоросли и многих других паразитических и свободноживущих жгутиконосцев, среди которых — трипаносомы, трихомонады, дипломонады, оксимонады и др. Всего выделено 4 ветви «дерева жизни» эукариот (в четвёртой, Unikonta, находятся грибы, животные, микроспоридии, амёбы, хоанофлагеллаты и др., водорослей не выявлено; одна небольшая группа водорослей, Chlorarachniophyceae, имеет неопределённое систематическое положение среди эукариот), расхождение этих четырёх ветвей произошло на раннем этапе эволюции эукариот.

## Роль в природе
Водоросли повсеместно распространены в природе, входят в состав разнообразных гидро- и геобиоценозов, вступая в различные формы взаимосвязей с другими организмами, принимая участие в круговороте веществ. Водоросли вместе с автотрофными бактериями и высшими растениями составляют в биоценозах звено продуцентов, за счёт которого существуют все остальные гетеротрофные организмы.
Водоросли — главные производители органических веществ в водной среде. Согласно оценкам разных учёных, вклад водорослей в общую продукцию органического углерода на нашей планете составляет 26-90 %. Водоросли прямо или косвенно служат источником пищи для всех водных животных. Их используют в пищу простейшие (например, инфузории, амёбы), олигохеты, ракообразные, моллюски, личинки стрекоз и другие беспозвоночные, а также рыбы. Не меньшее значение имеет также то, что в водной среде водоросли являются единственными продуцентами свободного кислорода, необходимого для дыхания водных организмов. Более того, водоросли играют важную роль в общем балансе кислорода на Земле. Вклад наземной растительности не даёт длительной чистой прибавки к глобальному балансу кислорода, так как на суше высвобождаемый при фотосинтезе кислород расходуется примерно в таком же количестве микроорганизмами, разлагающими органический опад. В водоёмах же разложение отмерших организмов идёт в основном на дне анаэробным путём. Возмещение кислорода, непрерывно отчуждаемого из атмосферы в результате процессов горения, возможно только благодаря активности фитопланктона.
Важную роль выполняют водоросли в круговороте азота. Они способны использовать как органические (мочевина, аминокислоты, амиды), так и неорганические (ионы аммония и нитратов) источники азота. Цианобактерии — уникальная группа водорослей, так как некоторые из них способны фиксировать газообразный азот. Например, цианобактерия Trichodesmium может фиксировать в день 30 мг азота на квадратный метр. Подсчитано, что 40—60 % фиксированного азота цианобактерии возвращают в воду, делая его доступным для других водных организмов.
Являясь источником пищи и кислорода, заросли водорослей в Мировом океане служат пристанищем и защитой для многочисленных видов животных, местом нереста рыб. Наблюдениями над прибрежными зарослями Cystoseira barbata в Новороссийской бухте на Чёрном море установлено, что столб воды диаметром 15 см и высотой 35 см объёмом 5 л с кустом этой водоросли содержит 150—250 экземпляров моллюсков, 300—500 клещей, 34—56 тыс. ракообразных — всего до 60 тыс. особей наряду с беспозвоночными, в зарослях С. barbata обитают многие виды рыб.
Неоспорима роль водорослей, образующих ассоциации с другими организмами. Водоросли образуют несколько важных симбиозов. Во-первых, с грибами они образуют лишайники, во-вторых, как зооксантеллы обитают совместно с некоторыми беспозвоночными животными, такими, как губки, асцидии, рифовые кораллы, фораминиферы и др. Ряд синезелёных водорослей образует ассоциации с высшими растениями.
Водоросли участвуют в процессах самоочищения загрязнённых вод. Большинство водорослей плохо переносит загрязнение водоёма, особенно тяжёлыми металлами. Некоторые из них, например бурая бентосная водоросль фукус, способны поглощать из воды и накапливать в своих талломах тяжёлые металлы, увеличивая их концентрацию в своём теле более чем в 60 тыс. раз.
Водоросли, живущие в почве, например азотфиксирующие цианобактерии, повышают её плодородие. На бесплодных почвах, как правило, первыми селятся синезелёные водоросли, так что им, как и лишайникам, принадлежит пионерная роль в формировании растительного сообщества.
Известны горные породы (диатомиты, горючие сланцы, туфы, известняки), возникшие в результате жизнедеятельности водорослей в прошлые геологические эпохи. Например, осадочная горная порода диатомит почти на 80 % состоит из панцирей диатомовых водорослей; многие известняковые породы отложены остатками различных водорослей.

## Использование

### Пищевое применение
Некоторые водоросли, в основном морские, употребляются в пищу (морская капуста, лавербред и др.) и используются в качестве корма для домашних животных (фукус, ламинария, хлорелла). Они служат или непосредственно как продукт питания, или для приготовления различных острых приправ и гарниров. Морские водоросли содержат усвояемые углеводы, белки, богаты витаминами (А, B1, B2, B12, С, D) и микроэлементами, обладают диетическими и лечебными свойствами. Водоросли традиционно используются в пищу у народов, живущих на побережье как южных, так и северных стран, особенно в странах Азиатско-Тихоокеанского региона. Одно из самых популярных блюд с водорослями — суши. Если раньше водоросли для еды собирали только из естественных зарослей, то сейчас их выращивают на подводных плантациях. Собранные или выращенные водоросли поступают на рынок в свежем, сушёном или солёном виде. В отличие от морских пресноводные и наземные водоросли мало употребляют в пищу.
Фикоколлоид агар, получаемый из красных водорослей, используют в хлебопечении, производстве мороженого, безе, фруктовых пудингов, джемов, мармелада, приготовлении консервированных мясных и рыбных продуктов, для стабилизации молочных продуктов, мягкого сыра и йогурта, для осветления вина. Другой фикоколлоид красных водорослей каррагинан, так же как и агар, применяется в производстве хлебобулочных изделий, молочных продуктов, различного рода напитков, при консервировании мяса и рыбы и как диетическая добавка. Из бурых водорослей получают альгинаты (соли альгиновой кислоты), которые широко используют в пищевой промышленности как загустители, стабилизаторы и эмульгаторы.
В XIX веке в США использовались в декоративно прикладном творчестве для изготовления предметов украшения интерьера.

### Водоочистка
Многие водоросли — важный компонент процесса биологической очистки сточных вод. Водоросли поглощают различные примеси, попадающие в воду с промышленными, коммунальными и сельскохозяйственными стоками, поэтому применяются в качестве биофильтров.
Бурное развитие планктонных водорослей (цветение воды) резко нарушает работу очистных сооружений. Длительность фильтроцикла понижается иногда до 2—3 ч, накопление водорослей в теле фильтра способствует возникновению дополнительных очагов запаха. Большинство городов в России используют водохранилища для нужд хозяйственно-питьевого водоснабжения. «Цветение» воды приводит к загрязнению водных объектов, что является причиной снижения качества потребляемой воды и отрицательно сказывается на здоровье жителей.
В морской аквариумистике водоросли используют в системах биологической фильтрации. Применяются водорослевые танки («водорослевики») и скрубберы. Выращиваются либо специально посаженные макроводоросли (обычно из родов Хетоморфа и Каулерпа), либо используется естественное водорослевое обрастание. Интенсивное освещение обеспечивает быстрый рост водорослей и активное поглощение ими загрязнителей. Периодически масса разросшихся водорослей удаляется из фильтра.

### Медицина
В настоящее время из водорослей получают препараты для профилактики раковых заболеваний, предотвращения и лечения вирусных и бактериальных инфекций, для укрепления иммунитета. Гели из водорослей совершенно незаменимы при лечении желудочно-кишечных заболеваний. Препараты из бурых водорослей используются для выведения из организма тяжёлых металлов, в том числе радиоактивных.
Из морских растений, особенно водорослей, которые являются природными источниками антиоксидантов и биологически активных веществ, таких как каротиноиды, белки-ферменты, жирные непредельные кислоты, витамины, а также минералов, готовят биологически активные добавки (БАД) к пище человека и животных.
Водоросли участвуют в образовании некоторых типов лечебных грязей.

### Косметические средства
Водоросли широко используют для получения кремов, масок по уходу за кожей лица, шампуней, гелей для тела, натуральных добавок для ванн. Японские компании производят косметические средства из Cladosiphon okamuranus и Saccharina japonica, южноафриканские используют Fucus vesiculosus, Chondrus crispus, Laminaria digitata для создания антицеллюлитного препарата. Большим спросом в мире пользуется водорослевая косметика из Чили.

### Химическая промышленность
Из морских водорослей получают йод, альгиновую кислоту, агар-агар, калийные соли, целлюлозу, спирт, уксусную кислоту.

### Сельское хозяйство
Народы, живущие у моря, всегда используют водоросли на корм животным и как удобрения при выращивании овощей и других садово-огородных культур.
Жители прибрежных регионов в качестве ценного удобрения применяют крупные талломы багрянок и бурых водорослей. По сравнению с навозом в талломах больше калия, но меньше азота и фосфора. От навоза их отличает ещё одно очень ценное качество — в них нет семян сорных растений. Водоросли, внесённые в почву в свежем виде или в виде компоста, благодаря гелеобразной и клейкой альгиновой кислоте и другим полисахаридам связывают мелкие кусочки почвы в более крупные и тем самым улучшают её структуру. Для ускорения роста растений и увеличения урожая в качестве листовой и корневой подкормок можно использовать концентрированные экстракты из водорослей. Удобрения и подкормки из водорослей ускоряют прорастание семян, стимулируя их дыхание, активизируют использование растением органических и неорганических удобрений, защищают корневые волоски от повреждения при пересаживании рассады.
Морские водоросли, преимущественно бурые (ламинария, фукус и аскофиллум), непосредственно используют как корм для скота или в виде кормовых добавок. Применение кормовых добавок приводит к увеличению надоев и жирности молока, суточного привеса рыб, свиней и птицы; белок птичьих яиц приобретает при этом более тёмную окраску. Морскую капусту рекомендуют добавлять в корм щенкам собак, чтобы шерсть лучше росла и приобретала здоровый блеск. Кроме того, водоросли улучшают деятельность пищеварительных органов, способствуют удалению некоторых кишечных паразитов, помогают в лечении ряда желудочно-кишечных и кожных заболеваний, повышают иммунитет.

### Биотопливо
Из водорослей изготавливают биотопливо третьего поколения. Подсчитано, что с 1 акра водорослей можно произвести в 30 раз больше биотоплива, чем с 1 акра любого наземного растения. Быстро растущая водоросль обладает огромным потенциалом, являясь источником недорогого и энергоэффективного биотоплива. Водоросль производит липиды и масла в клетках, которые могут быть экстрагированы и превращены в возобновляемое топливо, например биодизель или авиатопливо. На сегодняшний день производство биотоплива третьего поколения носит экспериментальный характер, в этой области ведётся всё больше исследований, в том числе и в России. Ожидается, что вскоре такое производство должно стать экономически рентабельным.

### Наука
Некоторые водоросли — прекрасный объект для генетических (ацетабулярия), биофизических и физиологических (харовые водоросли) исследований.

### Криминалистика
В криминалистике и медицине существуют разные типы утопления. Благодаря водорослям можно определить, какой тип утопления имеет место в данном случае. Истинное (мокрое) утопление возникает, когда вода попадает в лёгкие человека и разжижает его кровь. Вместе с водой в кровь проникают планктонные водоросли, которые разносятся по разным органам и тканям, оказываясь в том числе в мозговой ткани и трубчатых костях. При обнаружении водорослей в лёгких и костях криминалисты устанавливают истинное утопление. Асфиксическое (сухое) утопление возникает без аспирации воды, и, следовательно, в лёгких при этом не будет так много водорослей, как в случае истинного утопления.

### Биотестирование
Микроводоросли используют практически во всех лабораториях по биотестированию. Метод биотестирования с применением культуры водорослей называется альготестированием. Он основан на измерении отклонений определённой характеристики культуры водорослей при развитии в опытной пробе относительно контрольной. Микроводоросли проявляют чувствительность к различным группам токсикантов. В лабораторных условиях достаточно легко поддерживать чистую культуру водорослей с минимальными затратами. По этой причине именно микроводоросли широко применяют для оценки токсичности веществ различных классов (тяжёлых металлов, фосфоро- и хлорорганических соединений, поверхностно-активных веществ и др.). Кроме того, микроводоросли являются обязательным объектом в исследованиях по установлению санитарно-гигиенических нормативов (ПДК, ОДК, ОБУВ) загрязняющих веществ в воде, а также при определении токсичности сточных вод и класса опасности отходов (в том числе при их паспортизации).
Наиболее изученными и распространёнными видами микроводорослей, которые используются в биотестировании, являются: Scenedesmus quadricauda, Chlorella vulgaris, Pseudokirchneriella subcapitata, Phaeodactylum tricornutum, Sceletonema costatum.

### Замкнутые системы
Ведутся исследования по промышленному культивированию одноклеточных водорослей для регенерации воздуха в замкнутых экосистемах (космические корабли, подводные лодки).